# Flex (revista)
Flex é uma revista de fisiculturismo norte-americana, publicada pela American Media, Inc.
Fundada em 1983 por Joe Weider, suas versões são agora publicadas em todo o mundo, em países como o Reino Unido e a Austrália.
A primeira edição foi datada como sendo de abril de 1983, e destacou Chris Dickerson na capa. Flex é essencialmente uma publicação companheira da Muscle & Fitness, com mais foco no fisiculturismo profissional.